# Nâzım Hikmet Ran
Nâzım Hikmet Ran (n. 15 ianuarie 1902, Salonic, Imperiul Otoman – d. 3 iunie 1963, Moscova, RSFS Rusă, URSS), cunoscut ca Nâzım Hikmet, a fost un poet turc, dramaturg, romancier și scenarist, una dintre cele mai importante și influente figuri ale literaturii turce a secolului al XX-lea. El este definit ca un ,,comunist romantic” și ,,revoluționar romantic”, fiind arestat de mai multe ori din cauza ideilor sale politice pe care și le exprima prin intermediul operelor sale.

## Familia
Nâzım Hikmet s-a născut în orașul Salonic (care pe atunci se afla încă în componența Imperiului Otoman), provenind dintr-o familie cosmopolită, distinsă, cu un statut social înalt. El este nepot dinspre tată a demnitarului și poetului ce a făcut parte din ordinul Mevlevi, Mehmet Nâzım Pașa. Tatăl său, Hikmet Bey, a fost funcționar la Kalem-i Ecnebiye (Direcția Generală de Imprimare). Originile mamei sale, Ayșe Celile Hanım, sunt foarte complexe, germane, cercheze și în legătură chiar cu nobilimea poloneză, tatăl său fiind turc găgăuz venit din Polonia, iar mama sa, Leyla Hanım, fiica generalului otoman de origine germană Mehmet Ali Pașa, Ludwig Karl Friedrich Detroit. Celile Hanım este o tânără aristocrată cu îndeletniciri specifice statutului său social: cântă la pian, pictează și vorbește franceză.

## Copilăria
A avut parte de o educație aleasă, făcând școala primară la Tașmektep, situată în districtul Göztepe din Istanbul. A scris prima sa poezie, Feryad-ı Vatan,  în anul 1913, când, asemenea tatălui său, a început studiile la Mekteb-i Sultani (prestigiosul Galatasaray Lisesi), unde a început să învețe franceza.  A fost mutat mai apoi la Nișantașı Sultanisi, din motive financiare. În 1919 a absolvit Școala de Marină din insula 
Heybeliada, fiind numit ofițer de vas pentru o scurtă perioadă de timp, din cauza unor probleme grave de sănătate care nu au mai făcut posibilă continuarea acestei cariere.

## Adolescența și tinerețea
După terminarea scurtei sale cariere navale, Nâzım și-a dedicat timpul literaturii, nutrind o mare admirație față de poetul Yașar Kemal. Talentul său literar s-a manifestat încă din primii ani ai tinereții. Astfel, în perioada ce a urmat Primului Război Mondial, la vârsta de numai 19 ani, a avut onoarea de a-l cunoaște pe Mustafa Kemal Atatürk, care i-a cerut acestuia, împreună cu prietenul său, Vâlâ Nureddin, să scrie un poem care să-i inspire pe voluntarii turci înrolați în război. În urma aprecierii poemului, cei doi au fost numiți profesori la colegiul din Bolu. Acolo și-a sporit interesul față de socialism și față de Uniunea Sovietică, întâlnind persoane cu simpatii de stânga, care l-au făcut să-și dorească și mai mult să viziteze această țară. Deoarece ideile sale comuniste contraveneau celor ale oficialilor conservatori din Bolu, cei doi au decis să plece în Georgia, iar de acolo la Moscova, unde a studiat științele politice și economia la

## Maturitatea
După terminarea studiilor, a revenit în țară și a început să lucreze în domeniul presei pentru a-și promova ideile socialiste și comuniste. Din cauza poeziilor și articolelor publicate a fost condamnat la 15 ani de închisoare, dar a fugit pe ascuns în Uniunea Sovietică. Profitând de Legea amnistiei, a revenit în Turcia în 1928. În următorii 10 ani a publicat nouă cărți de poezie, devenind un erou pentru popor, în ciuda ostilității și suspiciunii cu care era tratat de statul turc. 
Una dintre cele mai cunoscute opere ale sale, Memleketimden Insan Manzaraları, este un roman în vers liber care surprinde multidimensionalitatea Anatoliei, prin descrierea unei călătorii cu trenul din Istanbul. Deși a fost interzisă, această operă este considerată unul dintre textele sacre ale literaturii turce, ea servind drept model atât pentru poeți, cât și pentru prozatori. Acest roman în versuri constituie o adevărată frescă socială, ce se distinge prin limbajul colocvial, căruia poetul îi dezvăluie puterea în adresarea unei teme recurente a literaturii turce: narațiunea de închisoare. 
Tinerețea sa a fost o perioadă tumultoasă, marcată de numeroase arestări și procese împotriva sa, cauzate de radicalismul și ideile marxiste pe care încerca să le promoveze în Turcia. A fost condamnat la 28 de ani de închisoare, sub acuzația de ,,încurajare a armatei și marinei la rebeliune”, petrecându-și astfel 12 ani în închisorile din Istanbul, Ankara, Çankırı și Bursa. În acești ani a scris mare parte din operele sale, pe care le trimitea sub formă de scrisori familiei și prietenilor, acestea circulând mai apoi sub forma unor manuscrise. Spiritul său libertin, neîmblânzit, este observabil și în viața sa personală, acesta având de-a lungul vieții mai multe femei, divorțând și recăsătorindu-se chiar și în anii de temniță. A fost căsătorit de 6 ori, printre cele mai importante femei din viața sa numărându-se Piraye, Münevver Andaç (cu care n-a fost căsătorit, dar cu care a avut un fiu și care i-a tradus cea mai mare parte a operei în limba română) și, în ultima parte a vieții, Vera Tulyakova. A fost eliberat datorită Legii amnistiei adoptată la 15 iulie 1950, luând apoi parte la înființarea Consiliului Mondial al Păcii.  A primit Premiul Internațional pentru Pace, alături de Pablo Picasso, Paul Robeson, Wanda Jakubowska and Pablo Neruda.
Pentru că era urmărit în permanență de poliția politică și întâmpina dificultăți în publicarea operelor din cauza cenzurii, când a fost chemat să se înroleze în armată, de teamă să nu fie ucis, a fugit la Moscova prin România. Astfel, i-a fost retrasă cetățenia turcă. Și-a continuat viața la Moscova, dar și călătorind în țări precum Bulgaria, Ungaria, Franța, Cuba, Egipt, unde a ținut conferințe, a participat la acțiuni de război antiimperialiste și a realizat programe radio. 
După decenii întregi în care a fost persecutat de Republica Turcia, moare la data de 3 iunie 1963, în urma unui infarct, suferit în timp ce ridica ziarul de dimineață de la ușa casei sale de vară din Peredelkino, unde fusese exilat. Este înmormântat la Moscova, în cimitirul Novodevichy, în ciuda ultimei sale dorințe de a fi înmormântat în orice cimitir din spațiul rural al Anatoliei, sub un platan. 
Deși statul turc a încercat de nenumărate ori să-i cenzureze operele și să le împiedice din a fi publicate, Nâzım Hikmet a fost și va rămâne mereu un poet iubit de poporul turc, dar și apreciat în întreaga lume, operele sale fiind traduse post-mortem în peste 40 de limbi.

## Stilul literar
Deși primele sale poeme au fost scrise în metru silabic, Nâzım Hikmet s-a distins de ceilalți adepți ai acestei tehnici, el dezvoltând un nou concept poetic, în care se putea observa influența tinerilor poeți sovietici ce advocau Futurismul. A fost unul dintre promotorii avangardismului, producând atât poeme inovatoare, cât și piese de teatru sau scenarii de film. În perioada de studii de la Moscova, a început să folosească versul liber, care se armoniza mai bine cu proprietățile vocale bogate ale limbii turce. Personalitatea sa literară este o sinteză între iconoclasm, lirism, ideologie și dicție poetică. 
Din cauza ideilor sale politice, operele sale au fost interzise în Turcia din 1938 până în 1965. De aceea, opera sa vastă s-a bucurat de aprecierea cuvenită mai mult post-mortem, unele dintre poemele sale fiind chiar puse pe muzică de către compozitori turci precum Zülfü Livaneli și Cem Karaca.

## Opere literare
Volume de poezie antume și postume, cum ar fi:
- Güneși İçenlerin Türküsü ,,Cântec pentru cei care au sorbit soarele” (1927)

- 835 Satır ,,835 de rânduri” (1929)
- Sesini Kaybeden Șehir ,,Orașul care a rămas fără voce” (1931)

- Benerci Kendini Niçin Öldürdü ,,De ce s-a sinucis Benerci” (1931)

- Gece Gelen Telgraf ,,Telegrama de noapte” (1932)

- Taranta Babu’ya Mektuplar ,,Scrisori către Taranta Babu” (1935)

- Portreler ,,Portrete (1935)
- Simavna Kadısı Oğlu Șeyh Bedreddin ,,Șeicul Bedreddin, fiul cadiului din Simavna” (1936)

- Memleketimden İnsan Manzaraları ,,Portrete umane din țara mea” (1941)

2.   Romane (postume):
- Kan Konușmaz ,,Sângele nu vorbește” (1965)

- Yașamak Güzel Șey Be Kardeșim ,,Viața e frumoasă, frate!” (1967)

3.    Piese de teatru (antume și postume):
- Kafatası ,,Craniul” (1932)

- Bir Ölü Evi Yahut Merhumun Hanesi ,,Casa unui mort sau casa răposatului” (1932)

- Unutulan Adam ,,Omul uitat” (1935)

- İvan İvanoviç Var Mıydı Yok Muydu ,,Ivan Ivanovici a existat sau nu?” (1956)

- Sabahat (1965)

- İnek ,,Vaca” (1965)

- Ferhad ile Șirin (1965)

- Bir Așk Masalı ,,O poveste de dragoste” (1966)

4.  Corespondență (postumă)
- Kemal Tahir’e Mahpushaneden Mektuplar ,,Scrisori din închisoare către Kemal Tahir” (1968)

- Oğlum Canım Evladım Memedim ,,Dragul meu fiu Memet” (1968)

5.   Eseu
- Sovyet Demokrasisi ,,Democrația sovietică” (1936)